# هاکوب
هاکوب (به ارمنی: Հակոբ) یا هاکوپ نام کوچک مردانه رایج در میان ارمنیان می‌باشد و ممکن است به یکی از موارد زیر اشاره داشته باشد:
- هاکوب آرتین
- هاکوب آرشاکیان
- هاکوب آقاباب
- هاکوب اوشاکان
- هاکوب بارسومیان
- هاکوپ بارونیان
- هاکوب باگراتونی
- هاکوب باگرادونیان
- هاکوپ پاپازیان
- هاکوب پیلوسیان
- هاکوب ترزان
- هاکوب ترزیان
- هاکوب واهرام چرچییان
- هاکوب جک خاچیکیان
- هاکوب خاندانیان
- هاکوب دونابدیان
- هاکوب زاروبیان
- هاکوب زاوریف
- هاکوب فارادژیان
- هاکوپ کاراپنتس
- هاکوب کازازیان پاشا
- هاکوب کاسارجیان
- هاکوب کاماری
- هاکوب کوجویان
- هاکوپ کورکچیان
- هاکوب گویومجیان
- هاکوب گیورجیان
- هاگوپ مارتایان
- هاکوب ماناندیان
- هاکوب مغاپارت
- هاکوب مکرتچیان
- هاکوب ملکونیان
- هاکوپ ملیک-هاکوپیان با نام ادبی رافی
- هاکوب موسس
- هاکوب هاکوبیان (نقاش)
- هاکوب هاکوبیان (شبه‌نظامی)
- هاکوب هاکوبیان
- هاکوپ هوناتانیان
- هاکوب هاکوبیان (ابهام‌زدایی)

## مرتبط
- کلیسای هاکوب مقدس، کاناکر